# Madhyeharsahi
Madhyeharsahi – gaun wikas samiti we wschodniej części Nepalu w strefie Kośi w dystrykcie Sunsari. Według nepalskiego spisu powszechnego z 2001 roku liczył on 827 gospodarstw domowych i 4901 mieszkańców (2318 kobiet i 2583 mężczyzn).